# 赤石行三
赤石 行三（あかいし ぎょうぞう、1834年〈天保5年〉 - 1896年〈明治29年〉9月5日）は日本の政治家。青森県弘前市長。

## 来歴
津軽藩士土岐渡人の子に生まれる。幼名、礼次郎。藩命により赤石愛太郎家を継いだ。鰺ヶ沢奉行となり、1867年には上京し、京都留守居役として二条城に赴く。大政奉還の際にはその手腕を発揮し、明治天皇の即位の大礼には藩主の名代として祝辞を述べた。1870年、会議局議員となる。
1880年には青森県会議員となり、1882年に県会副議長となる。その後、第五十九国立銀行取締役支配人となり、1891年に弘前市収入役となった。収入役となって間もなく、市会の内紛により市長の長尾義連が辞職、その後任の市長となった。5年後の1896年、市長在職のまま死去した。